# Ahmad Awad bin Mubarak
Ahmad Awad bin Mubarak (Áden, 1968) é um político iemenita e primeiro-ministro do Iêmen desde 5 de fevereiro de 2024. Ele também é o atual Ministro das Relações Exteriores do Iêmen. Anteriormente, ele foi embaixador do Iêmen nos Estados Unidos.

## Vida inicial e pessoal
Mubarak nasceu em 1968 em Áden. Ele tem três filhos. Seu pai era comerciante.
Ele recebeu um PhD em administração de empresas pela Universidade de Bagdá e é professor na Universidade de Sana'a, onde dirige o centro de administração de empresas, que é administrado cooperativamente pela Universidade de Sanaa e pela Maastricht School of Management (MSM). Dr. Mubarak é professor do programa conjunto de MBA conduzido pela MSM e pela Universidade de Sanaa.
Anteriormente, atuou como consultor para vários projetos internacionais no Iêmen nas áreas de educação, emprego e desenvolvimento internacional. É também membro do conselho administrativo do Fundo de Desenvolvimento de Líderes Juvenis e dirigiu muitas consultorias administrativas, sessões de formação e workshops para diversas associações públicas e privadas no Iémen, Bahrein, Burundi, Etiópia, Roménia, Países Baixos, França e Alemanha.
Na Universidade de Ciência e Tecnologia de Sanaa, atuou como chefe dos departamentos administrativos de tecnologia da informação e de marketing e administração de produção, além de ser gerente de qualidade e garantia de desenvolvimento de 2007 a 2009.

## Política
Em março de 2013, Bin Mubarak foi eleito secretário-geral da conferência de diálogo para a reconciliação nacional, composta por representantes de todos os partidos políticos e grupos cívicos, encarregada de levar a cabo reformas. Foi dissolvido em janeiro de 2014 após endossar um sistema político federal para o país. Ele era então diretor do gabinete do presidente.
Depois que o governo iemenita apoiado pela Arábia Saudita bombardeou o norte do país, os Houthis, cuja pátria tradicional fica no norte, perto da fronteira saudita, protestaram na capital Sanaa. Manifestantes armados tomaram conta de áreas governamentais. Esta revolta levou à renúncia do primeiro-ministro Mohammed Basindwa. Ahmad Awad Bin Mubarak foi promovido de Chefe de Gabinete e nomeado Primeiro-Ministro pelo Presidente Abd Rabbuh Hadi, apesar da oposição Houthi, alegando a falta de um acordo oficial para resolver o conflito. No entanto, Ahmad retirou-se do cargo em 9 de outubro de 2014.
Bin Mubarak foi sequestrado por homens armados que se acredita serem leais a Ali Abdullah Saleh em Sanaa, em 17 de janeiro de 2015. Os Houthi e funcionários do governo chegaram a um acordo em 21 de Janeiro para pôr fim a um impasse militar e político que durou meses na capital, que supostamente incluiria a libertação de Bin Mubarak, mas o acordo rapidamente ruiu quando Hadi e os seus ministros se demitiram sob pressão rebelde. Ele teria sido libertado na província de Shabwa em 27 de janeiro, dez dias após seu sequestro.
Em 3 de agosto de 2015, foi nomeado embaixador do Iêmen nos Estados Unidos.